# Liste der Monuments historiques in Sainte-Tréphine
Die Liste der Monuments historiques in Sainte-Tréphine führt die Monuments historiques in der französischen Gemeinde Sainte-Tréphine auf.

## Liste der Bauwerke
| Bezeichnung           | Beschreibung | Standort | Kennzeichnung | Schutzstatus | Datum | Bild |
| --------------------- | ------------ | -------- | ------------- | ------------ | ----- | ---- |
| Tumulus von Kerlabour | Bronzezeit   | (Lage)   | PA00089661    | Inscrit      | 1976  |      |

## Liste der Objekte

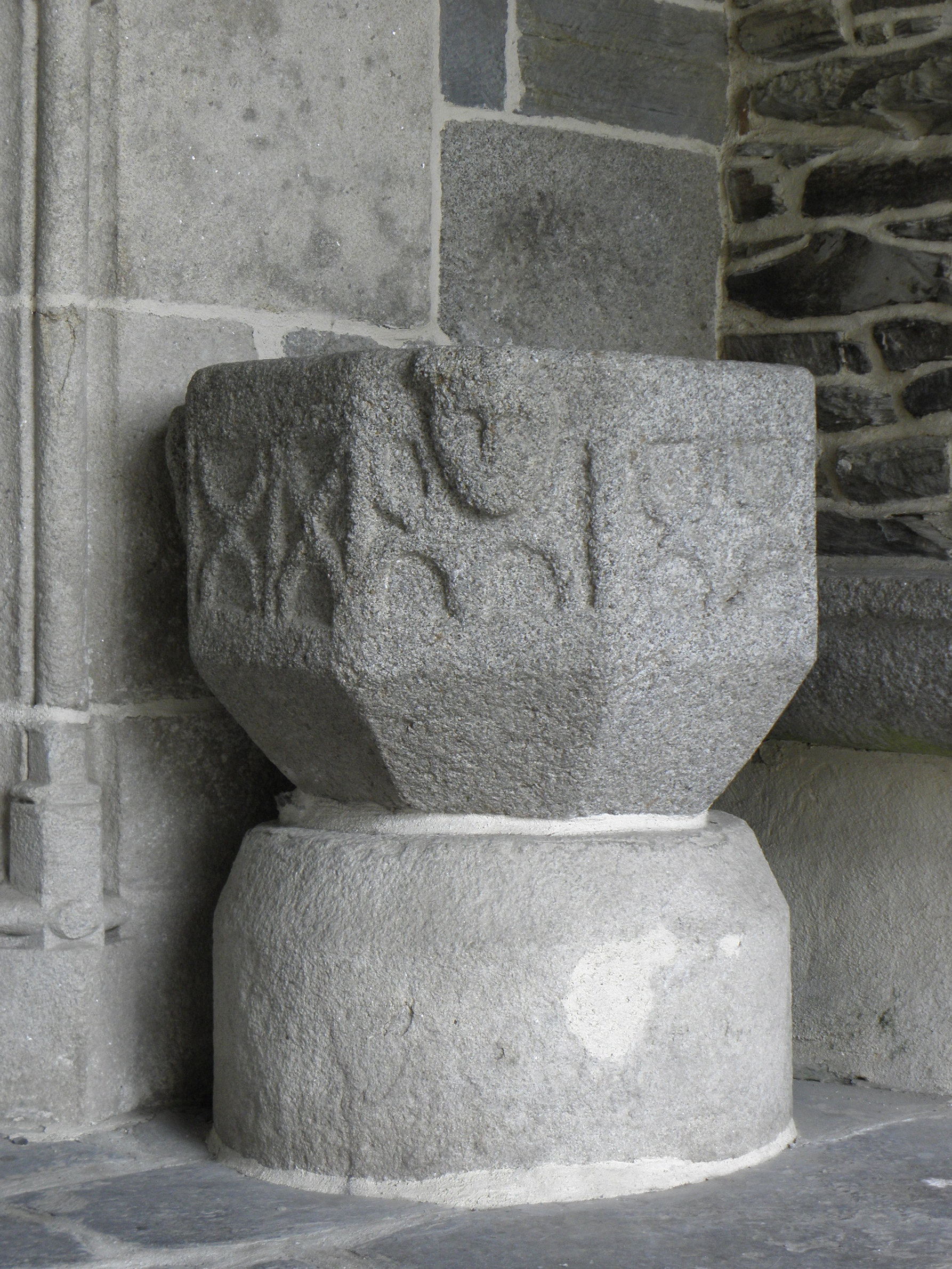
Weihwasserbecken in der Kirche Ste-Tréphine

- Monuments historiques (Objekte) in Sainte-Tréphine in der Base Palissy des französischen Kultusministeriums